# Gardi Hutter
Gardi Hutter, född 5 mars 1953 i Altstätten i kantonen Sankt Gallen i Schweiz, är en schweizisk skådespelare, clown och författare.

## Biografi
Hutter föddes som ett av fyra barn i en katolsk familj i Altstätten där  hennes föräldrar hade en klädaffär. Hennes uppväxt präglades av den religiösa miljön och efter examen från en  flickskola utbildade hon sig på handelsskolan i Sankt Gallen.
Hutter ville bli skådespelare, men avråddes för att hon var så kort. Hon sökte in på teaterhögskolan i Zürich och efter examen sökte hon sig till konstnärsmiljön i Italien där hon träffade, och gifte sig med, den jämnåriga Ferrucio Cainero, som delade hennes passion för teatern. Hon uppträdde med clowntrion Teatro Ingenuo men hade svårt att hitta kvinnliga förebilder. I Milano gjorde hon succé i rollen som en tjock slavisk kvinna och det blev början på hennes solokarriär.
Tillsammans med Ferruccio utvecklade hon rollen som tvätterskan Hanna, eller Jeanne d'ArPpo, som läser en bok om Jeanne d'Arc och drömmer om att bli hjältinna. Föreställningen hade premiär den 22 maj 1981 och har spelats hundratals gånger sedan dess.

## Karriär
Gardi Hutter turnerar med sin så kallade Clowneskes Theater runt om i världen och har spelat på teatrar och festivaler   i allt från konsertsalar och kulturhus till lador och favelor. Sedan 1981 har hon uppträtt mer än 4 000 gånger i  35 länder på fem kontinenter och har bland annat besökt Sverige vid flera tillfällen.
Hutter har fått 18 priser i 8 länder, spelat in fem filmer och skrivit tre barnböcker och en bok för vuxna. Hennes biografi Trotz allem. Gardi Hutter av Denise Schmid utgavs i Schweiz på bokförlaget Hier und Jetzt år 2021.

## Roller[5]

### Soloföreställningar
- Jeanne d'ArPpo - Die tapfere Hanna av Ferruccio Cainero och Gardi Hutter, regi: Ferruccio Cainero. Premiär 1981.
- So ein Käse av Ferruccio Cainero, Gardi Hutter och Mark Wetter, regi: Ferruccio Cainero.Premiär 1988.
- Sekretärin gesucht av  Ferruccio Cainero, Gardi Hutter och Barbara Frey, med Eric Rohner, regi: Ferruccio Cainero. Premiär 1994.
- Die Souffleuse av och med Gardi Hutter, regi: Fritzi Bisenz och Ueli Bichsel. Premiär 2003.
- Die Schneiderin av Gardi Hutter och Michael Vogel, regi: Michael Vogel. Premiär 2010.

### Cirkus
- Hanna & Knill, sex clownnummer av och med Gardi Hutter, Ueli Bichesl, Neda Hutter och Maite på   Circus Knie. Premiär 2000.

### Musikteater
- 3 Bräute für 1 Halleluja. Musikal av och med Gardi Hutter, Sandra Studer och Sue Mathys, regi: Dominik Flaschka. Premiär 2005.
- Honkystonky by Huttystucky. Barnmusikal av och med Gardi Hutter, Erika Stucky och Shirley Hoffmann, r egi: Ueli Bichsel. Premiär 2006.
- Wanderful – there's no Piz like Show Piz. Musikal av och med  Gardi Hutter, Sandra Studer och Michael von der Heide, regi: Dominik Flaschka. Premiär 2014.